# Karlov (Paseka)
Karlov (německy Karlsdorf nebo Karle) je vesnice, bývalá obec a dnes část obce Paseka v okrese Olomouc. Nachází se asi 2,5 km na severovýchod od Paseky, leží ve vlastním katastrálním území Karlov u Paseky.

## Historie
První písemná zmínka o Karlovu pochází z roku 1447, ve znaku měl žalud s listy. Po roce 1850 patřil do soudního okresu Uničov. V roce 1930 zde žilo celkem 140 obyvatel, z toho 136 Němců, kteří byli po roce 1945 vysídleni. Doposud samostatná obec pak byla v roce 1961 připojena k Pasece.